# Boreophilia insecuta
Boreophilia insecuta är en skalbaggsart som först beskrevs av Eduard Eppelsheim 1893.  Boreophilia insecuta ingår i släktet Boreophilia och familjen kortvingar. Enligt den finländska rödlistan är arten sårbar i Finland. Artens livsmiljö är strandängar vid sötvatten. Inga underarter finns listade i Catalogue of Life.